# 夏雨田
夏雨田（1938年2月—2004年7月30日），男，祖籍河北，生于北京，中国曲艺剧作家、演员。其艺术生涯主要在武汉度过，曾任中国曲艺家协会副主席、湖北省文联副主席、省曲协、武汉市文联主席、武汉市宣传部副部长、武汉市政协常委等职。曾获获武汉市政府“黄鹤文艺奖”、湖北省“屈原文艺创作奖”及中国相声节、曲艺节“金黄色玫瑰奖”、“牡丹奖”。

## 生平
1962年，夏雨田于华中师范大学中文系毕业，开始从事曲艺工作。他常到工厂、农村演出，1963年到湖北大悟县农户体验生活时染上肝病和肺病。文化大革命时结识受到批斗的土壤学家姚康，后来见到姚获平反，以此为素材创作了《农老九翻身记》，获得全国相声大赛一等奖。这一时期创作的《难忘的一课》、《我和冰棒状元》也反映了改革开放初期的变化。
1997年他写了小故事《回归轶事》应景。1998年洪水来袭，夏在病房结识湖北省水利厅一副厅长，从他那里了解水利，发奋写作抗洪救灾作品。这一时期他创作了《灾而不难》、《电话声声》和《零点三十分起爆》等，并为晚会《水也滔滔，情也滔滔》提供了剧本。2004年又参与抗非典节目《明天会比今天好》的录制。
夏雨田为武汉话剧院、武汉邮政艺术团、武汉电信艺术团、武汉铁路文工团、武汉说唱团、武汉电视台长期编写剧本，支持“汉派小品”的推广，并担任武汉话节目《都市茶座》撰稿人。